# Akko
Akko é uma área de governo local de Gombe, Nigéria. Sua sede está na cidade de Kumo na rodovia A345 ao sul da capital do estado Gombe. A cidade de Akko do qual a LGA é nomeado fica a oeste de Gombe  10° 17′ 00″ N, 10° 58′ 00″ L.
A LGA tem uma área de 2,627 km ² e uma população de 337.853 no censo de 2006.
O código postal da área é 771.